# Bavayia rhizophora
Bavayia rhizophora — вид геконоподібних ящірок родини диплодактилідів (Diplodactylidae). Ендемік Нової Каледонії. Описаний у 2022 році. 

## Поширення і екологія
Bavayia rhizophora відомі за кількома зразками, зібраними на заході центральної частини острова Нова Каледонія. Вони живуть в склерофітних лісах і мангрових заростях.